# Échenans-sous-Mont-Vaudois
Échenans-sous-Mont-Vaudois és un municipi francès situat al departament de l'Alt Saona i a la regió de Borgonya - Franc Comtat. L'any 2007 tenia 504 habitants.

## Demografia

### Població
El 2007 la població de fet d'Échenans-sous-Mont-Vaudois era de 504 persones. Hi havia 192 famílies, de les quals 32 eren unipersonals (12 homes vivint sols i 20 dones vivint soles), 56 parelles sense fills, 88 parelles amb fills i 16 famílies monoparentals amb fills.
La població ha evolucionat segons el següent gràfic:
Habitants censats

### Habitatges
El 2007 hi havia 196 habitatges, 191 eren l'habitatge principal de la família, 2 eren segones residències i 3 estaven desocupats. 188 eren cases i 7 eren apartaments. Dels 191 habitatges principals, 165 estaven ocupats pels seus propietaris, 23 estaven llogats i ocupats pels llogaters i 3 estaven cedits a títol gratuït; 1 tenia dues cambres, 15 en tenien tres, 29 en tenien quatre i 146 en tenien cinc o més. 174 habitatges disposaven pel capbaix d'una plaça de pàrquing. A 72 habitatges hi havia un automòbil i a 112 n'hi havia dos o més.

### Piràmide de població
La piràmide de població per edats i sexe el 2009 era:
| Homes | Edats   | Dones |
| ----- | ------- | ----- |
| 0     | 95 o +  | 0     |
| 0     | 90 a 94 | 0     |
| 0     | 85 a 89 | 0     |
| 0     | 80 a 84 | 0     |
| 4     | 75 a 79 | 0     |
| 4     | 70 a 74 | 0     |
| 16    | 65 a 69 | 12    |
| 16    | 60 a 64 | 16    |
| 16    | 55 a 59 | 16    |
| 8     | 50 a 54 | 16    |
| 4     | 45 a 49 | 12    |
| 16    | 40 a 44 | 4     |
| 48    | 35 a 39 | 48    |
| 12    | 30 a 34 | 32    |
| 24    | 25 a 29 | 4     |
| 4     | 20 a 24 | 8     |
| 16    | 15 a 19 | 4     |
| 32    | 10 a 14 | 20    |
| 32    | 5 a 9   | 44    |
| 16    | 0 a 4   | 8     |

## Economia
El 2007 la població en edat de treballar era de 308 persones, 218 eren actives i 90 eren inactives. De les 218 persones actives 207 estaven ocupades (108 homes i 99 dones) i 11 estaven aturades (6 homes i 5 dones). De les 90 persones inactives 28 estaven jubilades, 38 estaven estudiant i 24 estaven classificades com a «altres inactius».

### Ingressos
El 2009 a Échenans-sous-Mont-Vaudois hi havia 189 unitats fiscals que integraven 502 persones, la mediana anual d'ingressos fiscals per persona era de 19.279,5 €.

### Activitats econòmiques
Dels 5 establiments que hi havia el 2007, 3 eren d'empreses de construcció, 1 d'una empresa de comerç i reparació d'automòbils i 1 d'una empresa de serveis.
Dels 3 establiments de servei als particulars que hi havia el 2009, 2 eren guixaires pintors i 1 electricista.
L'any 2000 a Échenans-sous-Mont-Vaudois hi havia 4 explotacions agrícoles.

## Equipaments sanitaris i escolars
El 2009 hi havia una escola elemental.

## Poblacions més properes
El següent diagrama mostra les poblacions més properes.